# Alain III de Coëtivy
Pour les autres membres de la famille, voir Famille de Coëtivy.
Alain III de Coëtivy, né vers 1370 et mort en 1425 ou le 6 mars 1426, seigneur de Coëtivy en Plouvien. Fils de Prigent VI de Coëtivy et de Typhaine de Grenguen, il fut commandant des troupes du Connétable de Richemont, époux en premières noces de Catherine du Chastel et en secondes noces d'Anne de Kergroadez. Il a été tué lors du siège de Saint-James de BeuvronIl est le père de:
- Prigent VII de Coëtivy.
- Olivier de Coëtivy
- Alain IV de Coëtivy, dit « le cardinal d'Avignon » (1407-1474).